# Un americano en París (Gershwin)
Un americano en París (en inglés: An American in Paris) es una obra de música clásica sinfónica del compositor George Gershwin, compuesta en 1928. Se estrenó el 13 de diciembre de 1928 en el Carnegie Hall de Nueva York bajo la batuta de Walter Damrosch.

## Historia
Gershwin opinaba que: «... el jazz es un elemento muy poderoso que está en la sangre y en el corazón de cualquier estadounidense más que cualquier otro estilo de la música popular. Creo que se le puede reconvertir en obras sinfónicas serias, de valor permanente».
Decidió vivir en París durante un tiempo con el fin de profundizar en sus estudios formales. Sin embargo, fue rechazado como alumno por Maurice Ravel y Nadia Boulanger.
Cuando intentó ser discípulo de Igor Stravinsky, éste le preguntó: "«¿Cuánto dinero ganó usted el año pasado?».
«200.000 dólares», respondió el joven Gershwin. «Entonces yo debería tomar clases con usted», respondió el maestro, rechazando su solicitud. 
De cualquier manera, la obra contiene citas del Concierto para piano de Ravel, de la misma época. Además, Gershwin dijo de su composición: «Mi propósito aquí es retratar las impresiones de un estadounidense que visita París; mientras pasea por la ciudad, escucha varios ruidos callejeros y absorbe el ambiente francés... La primera parte está desarrollada en un estilo típicamente francés, a la manera de Debussy o el Grupo de los Seis».

## Orquestación
Además de los instrumentos habituales de la orquesta sinfónica, Gershwin utilizó en algunos momentos bocinas de coche. Para el estreno, el compositor se trajo de París claxons de taxis. En la pieza participan asimismo instrumentos no muy empleados en este contexto como la celesta y los saxofones.

### Plantilla completa

#### Viento-madera
3 Flautas (la tercera cambia al Flautín)
2 Oboes
Corno Inglés
2 Clarinetes en Si bemol
Clarinete bajo en Si bemol 
2 Fagotes
Saxofón alto
Saxofón tenor
Saxofón barítono

#### Viento-metal
4 Trompas en Fa 
3 Trompetas en Si bemol 
3 Trombones
Tuba

#### Percusión
Timbales
Tambor
Platillos
Plato suspendido
Bombo
triángulo
Wood-Block
Tom-tom
Wire Brush
Glockenspiel
Xilófono
Bocina de Taxi

#### Teclado
Celesta

#### Cuerda
Violines I y II 
Violas 
Violoncellos 
Contrabajos

## Obra
Tal y como el crítico Deems Taylor narró en las notas al programa del estreno, en Nueva York el 13 de diciembre de 1928, la obra comienza con un paseo por los Campos Elíseos; una riña con un taxista, el paseo abandonado del turista y el paso a la orilla izquierda del río Sena son las excusas para el lucimiento de las trompetas, el trombón y el clarinete, respectivamente. Un amable violín nos evoca una escena de amor nocturna... cuando aparece el blues, sólo de trompetas con sordina, como recordando Estados Unidos, sensación reafirmada con la entrada de las trompetas lanzando el tema con aire del ragtime propio de los años veinte.
El argumento habla ahora del encuentro con otro estadounidense, y entre recuerdo y recuerdo musical de las vivencias anteriores, se oye un ritmo cercano al swing. La obra termina en el punto de partida, el paseo, despidiéndose con el tema de blues grandioso y más estadounidense que parisino.
- Datos: Q853997
- Multimedia: An American in Paris / Q853997